# بوشفيلد

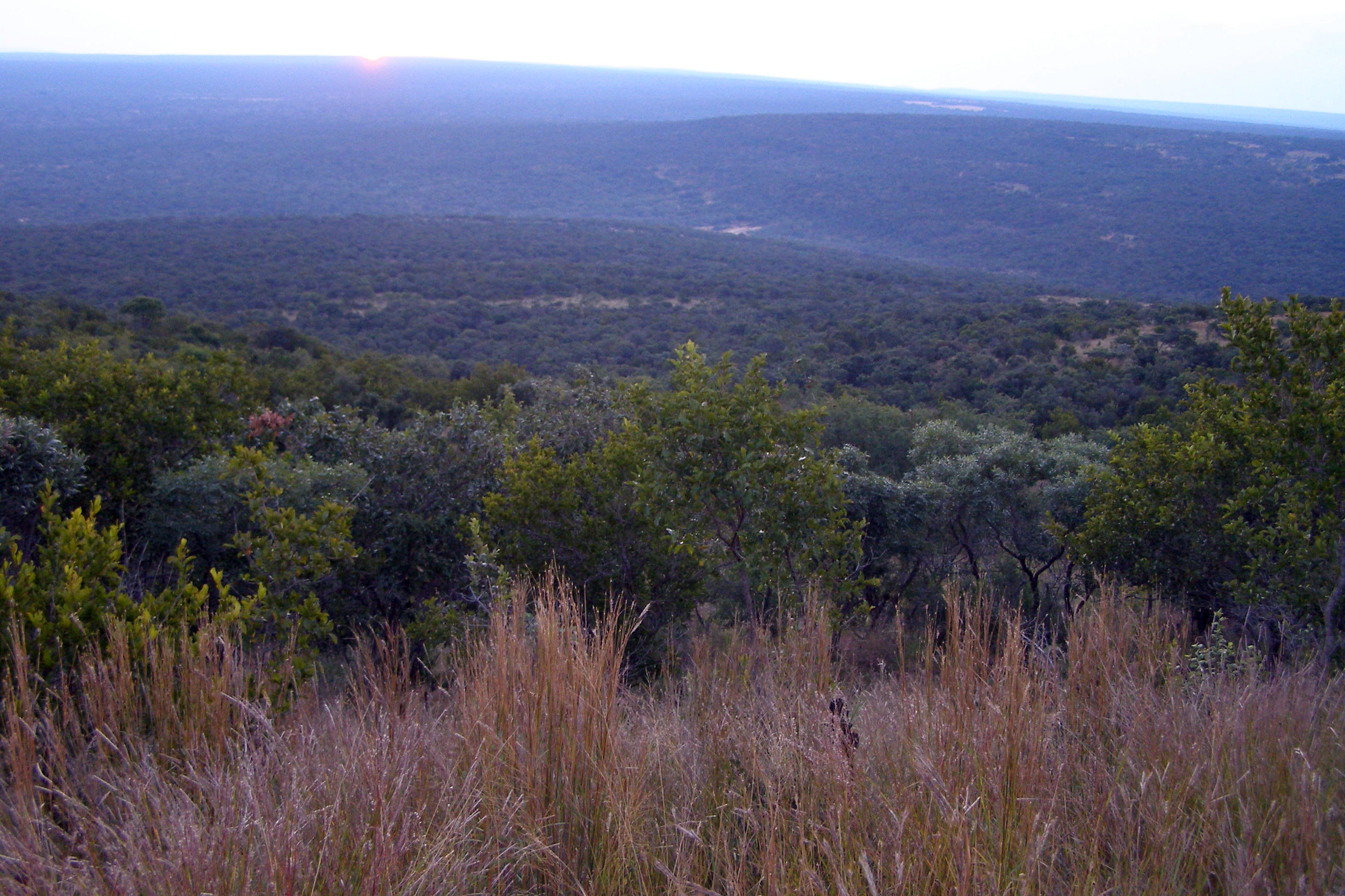
بوشفيلد، ووتربيرج بيوسفير، جنوب أفريقيا. مايو 2006.

البوشفيلد أو السافانا المشجرة في جنوب أفريقيا أو الأراضي المفتوحة في جنوب أفريقيا أو حقل الشجيرات في جنوب أفريقيا (بالأفريكانية:Bushveld) هي منطقة بيئية من السافانا شبه الاستوائية في جنوب أفريقيا سميت على أساس مصطلح الفيلد. وهو يشمل معظم مقاطعة ليمبوبو وجزء صغير من المقاطعة الشمالية الغربية لجنوب أفريقيا والمناطق الوسطى والشمالية الشرقية من بوتسوانا ومنطقة ماتابيليلاند الجنوبية وجزء من مقاطعات ماتابيليلاند الشمالية في زمبابوي. يوجد في متنزه كروغر الوطني في جنوب أفريقيا عدد من مخيمات «البوشفيلد».